# VC Herzele-Ressegem
VC Herzele-Ressegem is een Belgische voetbalclub uit Herzele. De club is aangesloten bij de KBVB met stamnummer 8652 en heeft geel-zwart-rood als clubkleuren.

## Geschiedenis
VC Herzele-Ressegem werd opgericht in 2014 na een fusie tussen de Herzeelse voetbalploegen VC Ressegem en KFC Herzele. VC Ressegem was al een fusieclub opgericht uit onder meer Ressegem, Woubrechtegem en Hillegem. Na de opheffing van KFC Herzele in 2013 ontstond al snel de nieuwe fusieclub: VC Herzele-Ressegem.
Na een slecht eerste seizoen in Derde Provinciale degradeerde de nieuwe fusieclub al meteen. De club treedt dus momenteel aan in Vierde Provinciale D in Oost-Vlaanderen en speelt op de voormalige terreinen van KFC Herzele.
In hun eerste seizoen in de Vierde Provinciale (2015-2016) eindigde de club ver onder de verwachtingen op de achtste plaats. Toenmalige kampioen was FC Doggen. Het tweede seizoen deed VC Herzele-Ressegem vol mee voor de titel, het vocht een nek-aan-nekrace uit met WK Sint-Goriks, die het uiteindelijk haalde met 69 punten voor de fusieclub, die met 68 punten naar de eindronde moest. Die eindronde draaide op een sisser uit met 4-0-verlies op het veld van Hamme-Zogge.
In seizoen 2017-2018 was de titel het uitgesproken doel van voorzitter Danny Van Melkebeke. Met een paar sterke transfers was dat ook een realistisch doel. De derde speeldag was er de derby met de andere titelfavoriet uit Herzele, namelijk SV Sint-Antelinks. 4-0 werd het voor VC met drie doelpunten van Taont en een van de Smet. Op de negentiende speeldag was er de terugmatch tussen de twee grote rivalen. Het werd daar 3-0 voor Sint-Antelinks. Na twintig speeldagen was het verschil twee punten in het voordeel van de wit-zwarten.
Op 16 maart was de uitreiking van beste spelers in Oost-Vlaanderen. De beste speler van de reeks was een speler van VC H-R namelijk Ayrton Taont. Hij werd door trainers als beste speler verkozen met 23 punten voorsprong op Tommy De Bolle van Wilskracht Idegem.